# Букштынов, Алексей Данилович
Алексе́й Дани́лович Букшты́нов (бел. Аляксей Данілавіч Букштынаў; 1902—2000) — советский лесовод и государственный деятель СССР, специалист по лесоустройству, полезащитному лесоразведению, интродукции, исследователь гуттаперченосных пород, облепихи и других растений. Кандидат сельскохозяйственных наук (1947), член-корреспондент ВАСХНИЛ (1956), заслуженный лесовод РСФСР (1966), лауреат Сталинской премии (1951), орденов и медалей СССР.

## Биография
Родился 11 (24 февраля) 1902 года в деревне Островно (ныне Бешенковичский район, Витебская область, Беларусь). Белорус.
В 1923 году участвовал в ликвидации бандгрупп и вылавливанию дезертиров. В 1925—1926 годах работал таксатором в Пермской области, в 1926—1927 годах — старший таксатор ЦАГИ. В 1927 году окончил ЛТА. Член ВКП(б) с 1928 года.
В 1927—1930 годах — старший инспектор Наркомзема РСФСР. В 1930—1938 годах работал в Центральном НИИ механизации и энергетики лесной промышленности (ЦНИИМЭ), где занимал должности старшего научного сотрудника, руководителя сектора экономики и заместителя директора по научной части, а также был заместителем директора Всесоюзного НИИ лесного хозяйства (ныне ВНИИ лесоводства и механизации лесного хозяйства). В 1938—1940 годах — главный инженер Главлесокультуры Наркомлеса РСФСР, в 1940—1941 годах руководил отделом лесной промышленности, топлива и лесного хозяйства СНК РСФСР.
В 1941—1943 годах участвовал в Великой Отечественной войне. В 1941 году воевал в составе истребительного батальона, в 1943 году участвовал в ликвидации бандгрупп в горах Кавказа.
В 1943—1948 годах был начальником Главного управления учебными заведениями Минлеспрома СССР. В 1948—1949 годах — начальник отдела аспирантуры ЦНИИМЭ. В 1949—1950 годах — заместитель председателя научно-технического отдела и заместитель главного редактора журнала «Лес и степь». В 1950—1953 годах сотрудник Министерства лесного хозяйства СССР — начальник Управления лесных культур и председатель научно-технического совета. В 1953—1954 годах работал заместителем начальника Управления научно-исследовательских учреждений и начальником Управления научно-технического сотрудничества МСХ СССР.
В 1954—1960 годах директор ВНИИЛХ.
В 1960—1961 годах старший научный сотрудник ВНИИ экономики сельского хозяйства, в 1961—1962 — заместитель председателя Координационного совета ЦНИИМЭ, в 1962 — 1969 годах начальник лаборатории механизации лесохозяйственных работ ЦНИИМЭ.
В 1969—1979 годах заместитель академика-секретаря Отделения лесного хозяйства и защищенного лесоразведения ВАСХНИЛ.
Также А. Д. Букштынов в течение 25 лет был председателем Московского областного правления НТО лесной промышленности и лесного хозяйства СССР.
Умер 21 декабря 2000 года.

## Вклад в науку
А. Д. Букштынов занимался теорией полезащитного лесоразведения и лесоустройства, интродукции деревьев и кустарников, агролесомелиорации в степных и полустепных регионах, использования недревесных ресурсов леса. Он исследовал леса Горьковской области и Марийской АССР с целью поиска древесины, пригодной для авиастроения. Представляют ценность разработки Букштынова в области лесного семеноводства и механизации лесного хозяйства. Он предложил механизированный метод сбора семян и оригинальную конструкцию лесопосадочной машины, также разработал способ восстановления леса на вырубках методом сохранения подроста.
Кроме того, А. Д. Букштынов занимался изучением таких хозяйственно-ценных растений, как облепиха и гуттоносы, разработал методы культивирования последних.

## Награды и премии
- Сталинская премия третьей степени (1951) — за разработку агротехники выращивания бересклета и методов обогащения его корней и стеблей гуттой.
- заслуженный лесовод РСФСР (1966)
- орден Трудового Красного Знамени
- орден «Знак Почёта»
- орден Отечественной войны I степени (6.4.1985)
- орден Красной Звезды (29.5.1943)
- медаль «За отвагу» (10.1.1943)
- медаль имени И. В. Мичурина
- ещё 8 медалей СССР

## Публикации
А. Д. Букштынов опубликовал более 150 научных работ, часть из которых была издана за пределами СССР, имеет 6 авторских свидетельств на изобретения. Некоторые труды:
- Лесные ресурсы СССР и мира. — М.: Изд-во МСХ СССР, 1959. — 63 с.
- Механизация сбора лесных семян / Соавт.: В.И. Кравченко, И.С. Шинев. — М.: Лесн. пром-сть, 1965. — 37 с.
- Гуттоносы СССР. — М., Л.: Гослесбумиздат, 1967. — 198 с.
- Букштынов А. Д., Грошев Б. И., Крылов Г. В. Леса / Рец.: акад. ВАСХНИЛ В. Н. Виноградов. — М.: Мысль, 1981. — 320 с. — (Природа мира). — 100 000 экз.
- Букштынов А. Д. Клён / Рец.: д-р с.-х. наук К. Б. Лосицкий (ВНИИЛМ). — М.: Лесная промышленность, 1982. — 88 с. — (Б-чка «Древесные породы»). — 10 000 экз.